# St. Magnus (Altingen)

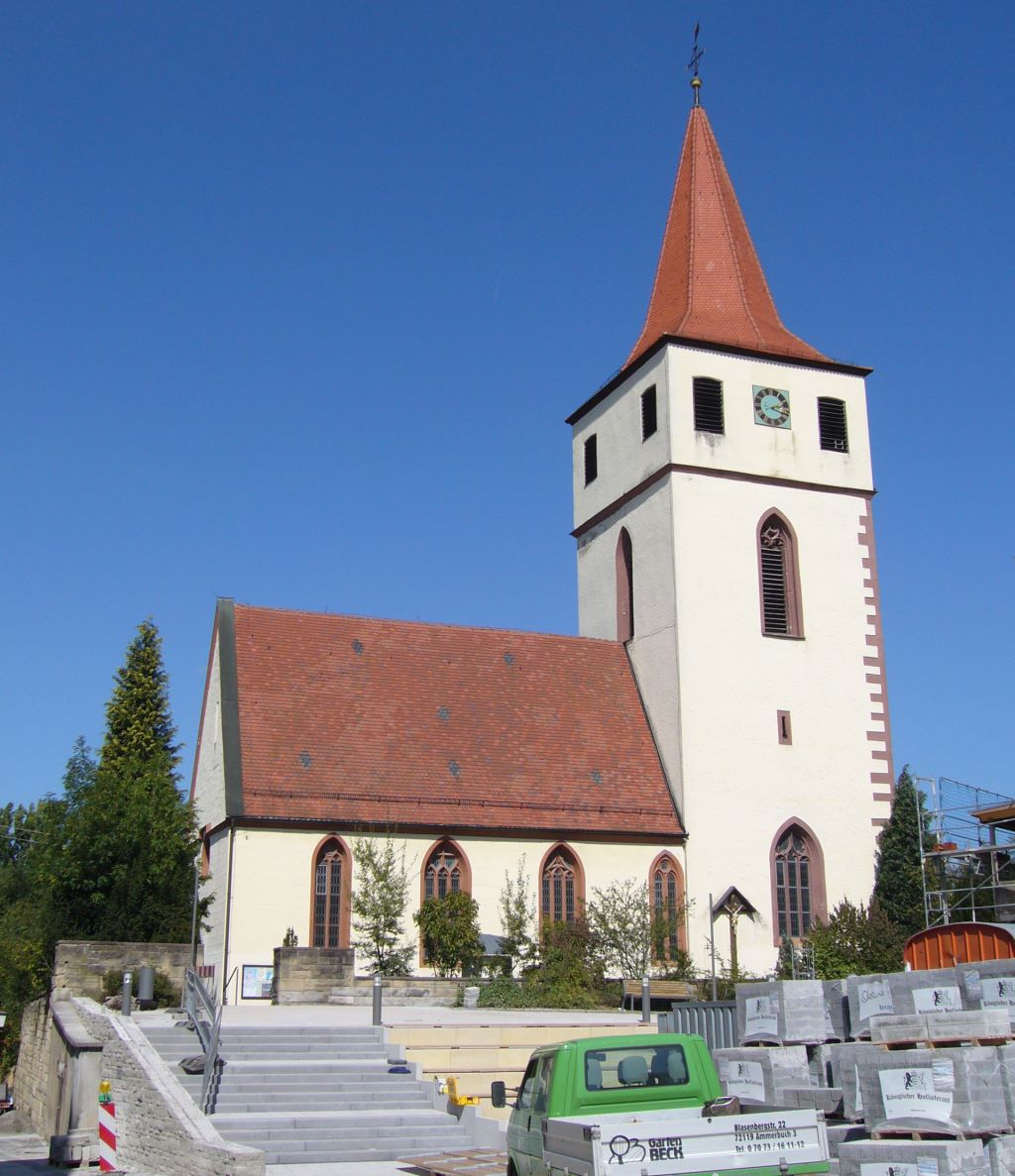
St. Magnus in Altingen

Die römisch-katholische Pfarrkirche St. Magnus steht in Altingen, einem Gemeindeteil von Ammerbuch im Landkreis Tübingen in Baden-Württemberg. Die Kirche gehört zum Dekanat Rottenburg der Diözese Rottenburg-Stuttgart. Sie ist als Baudenkmal beim Landesamt für Denkmalpflege Baden-Württemberg eingetragen. Kirchenpatron ist Magnus von Füssen.

## Beschreibung
Die Saalkirche besteht aus einem Langhaus, das mit einem Satteldach bedeckt ist, und einem in gleicher Breite anschließenden Chorturm im Osten, dessen zwei unteren Geschosse aus dem 12. Jahrhundert stammen und Teil eines Wehrturms waren. Im 14. Jahrhundert wurde er mit einem dritten Geschoss aufgestockt, das den Glockenstuhl mit drei Kirchenglocken beherbergt. Das oberste Geschoss mit der Turmuhr und der ihn bedeckende achtseitige Knickhelm entstanden später. Der Innenraum des Langhauses ist mit einer Flachdecke überspannt, die mit Stuck verziert ist. Der Chor im Turm mit etwa zwei Meter dicken Außenmauern öffnet sich durch einen Triumphbogen in der dicken Chorwand zum Kirchenschiff.

### Wandmalereien
Die um 1400 entstandenen Wandmalereien im Chor, das heißt im Erdgeschoss des Chorturms, wurden 1957 freigelegt. An der Nordwand sind Szenen aus dem Marienleben dargestellt. Auch die Bilder an der Ostwand stellen Szenen aus dem Marienleben dar: Begegnung an der Goldenen Pforte, Mariengeburt, Verkündigung, Heimsuchung, Geburt Christi, Anbetung der Hirten und das Letzte Abendmahl. Im Kreuzgratgewölbe sind die Symbole der vier Evangelisten und die vier Kirchenväter dargestellt, in der Laibung des Triumphbogens das Gastmahl des Herodes und die Enthauptung Johannes des Täufers.
Am Chorbogen befindet sich das Bild eines Gnadenstuhls. Auf der dem Kirchenschiff zugewandten Seite der Chorwand sieht man links eine übergroße Christophorus-Darstellung und rechts eine Kreuzigungsszene.

### Orgel
Die Orgel auf der Empore im hinteren Teil der Kirche wurde 1988 von Orgelbauer Eduard Wiedenmann, Eberhardzell weitgehend ins alte Gehäuse eingebaut. Sie verfügt über 776 Pfeifen, davon 54 in Holz, in 21 Registern auf zwei Manualen und Pedal. Die vorige Orgel, 1919 gebraucht erworben, mit sechs Registern auf einem Manual und Pedal war in so desolatem Zustand, dass die Kirchengemeinde sich zu einem Neubau entschloss.
Disposition
| I Hauptwerk C-g’’’ |             |       |
| 1.                 | Koppelflöte | 8′    |
| 2.                 | Octave      | 4′    |
| 3.                 | Waldflöte   | 2′    |
| 4.                 | Larigot     | 1 ⁄3' |
| 5.                 | Mixtur 3f.  | 1'    |

| II Schwellwerk C-g’’’ |            |        |
| 6.                    | Gedeckt    | 8'     |
| 7.                    | Salicional | 8′     |
| 8.                    | Rohrflöte  | 4'     |
| 9.                    | Quinte     | 2 ⁄3'  |
| 10.                   | Terz       | 1 3⁄5' |
| 11.                   | Principal  | 2'     |

| Pedawerkl C–f |            |     |
| 12.           | Subbass    | 16′ |
| 13.           | Spitzflöte | 08′ |

## Glocken
Das historische Glockengeläut aus drei Glocken besteht seit über 500 Jahren. Die älteste Glocke ist eine Zuckerhutglocke. Die Übersicht informiert über das wertvolle Geläut.
Übersicht
| Glocke | Gussjahr | Gießer                    | Durchmesser | Gewicht ≈ | Schlagton |
| ------ | -------- | ------------------------- | ----------- | --------- | --------- |
| 1      | 1466     | Hans Eger, Reutlingen     | 1025 mm     | 750 kg    | a′+4      |
| 2      | um 1280  | unbekannt                 | 765 mm      | 300 kg    | c″+9      |
| 3      | 1519     | Bastian Sydler, Esslingen | 610 mm      | 180 kg    | fis″+2    |